# Liste der Biografien/Paq
Liste der Biografien |
Portal Biografien |
Personensuche
# |
A |
B |
C |
D |
E |
F |
G |
H |
I |
J |
K |
L |
M |
N |
O |
P |
Q |
R |
S |
T |
U |
V |
W |
X |
Y |
Z |
?
 
Pa |
Pc |
Pe |
Pf |
Ph |
Pi |
Pj |
Pk |
Pl |
Pm |
Pn |
Po |
Pr |
Ps |
Pt |
Pu |
Pv |
Pw |
Py
 
Paa |
Pab |
Pac |
Pad |
Pae |
Paf |
Pag |
Pah |
Pai |
Paj |
Pak |
Pal |
Pam |
Pan |
Pao |
Pap |
Paq |
Par |
Pas |
Pat |
Pau |
Pav |
Paw |
Pax |
Pay |
Paz
Die Liste der Biografien führt alle Personen auf, die in der deutschsprachigen Wikipedia einen Artikel haben. Dieses ist eine Teilliste mit 31 Einträgen von Personen, deren Namen mit den Buchstaben „Paq“ beginnt.

## Paq

### Paqa
- Paqarada, Leart (* 1994), kosovarischer FußballspielerLeart Paqarada (* 1994)

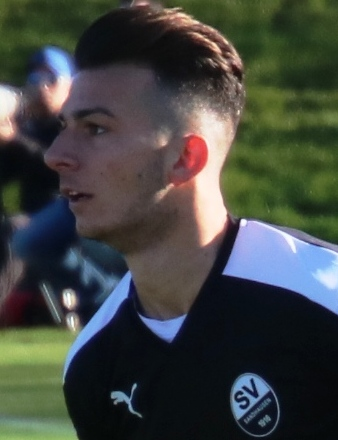
Leart Paqarada (* 1994)

### Paqu
- Paquay, Michaël (1972–1998), belgischer Motorradrennfahrer
- Paque, Glyn (1906–1953), US-amerikanischer Jazz-Altsaxophonist und Klarinettist
- Paque, Isabelle (* 1964), französische Judoka
- Paqué, Karl-Heinz (* 1956), deutscher Volkswirt und Politiker (FDP), MdL, Finanzminister von Sachsen-Anhalt
- Paqué, Kevin (* 1996), niederländischer Pokerspieler
- Pâque, Nathalie (* 1977), belgische Sängerin
- Pâques, Jean (1901–1974), belgischer Jazzmusiker
- Paquet, Alfons (1881–1944), deutscher Journalist und Schriftsteller
- Paquet, Chloé (* 1994), französische Tennisspielerin
- Paquet, Curt von (1882–1939), deutscher Fußballschiedsrichter
- Paquet, Jean (* 1964), kanadischer Biathlet
- Paquet, Jean-Eric, französischer EU-Beamter und Generaldirektor
- Paquet, Raoul (1893–1946), kanadischer Organist, Musikpädagoge und Komponist
- Paquet-Steinhausen, Marie (1881–1958), deutsche Malerin
- Paquetá, Lucas (* 1997), brasilianischer Fußballspieler
- Paquetá, Marcos (* 1958), brasilianischer Fußballspieler und -trainer
- Paquette, Cédric (* 1993), kanadischer Eishockeyspieler
- Paquette, Leo (1934–2019), US-amerikanischer Chemiker
- Paquette, Pierre (* 1957), amerikanischer Jazzmusiker (Saxophone, Klarinette)
- Paquette, Renee (* 1985), kanadische Schauspielerin und Ringkommentatorin
- Paquier, Claudius Innocentius du (1679–1751), Begründer der Wiener Porzellanmanufaktur
- Paquier, Richard (1905–1985), Schweizer evangelischer Geistlicher
- Paquin, Anna (* 1982), kanadisch-neuseeländische SchauspielerinAnna Paquin (* 1982)

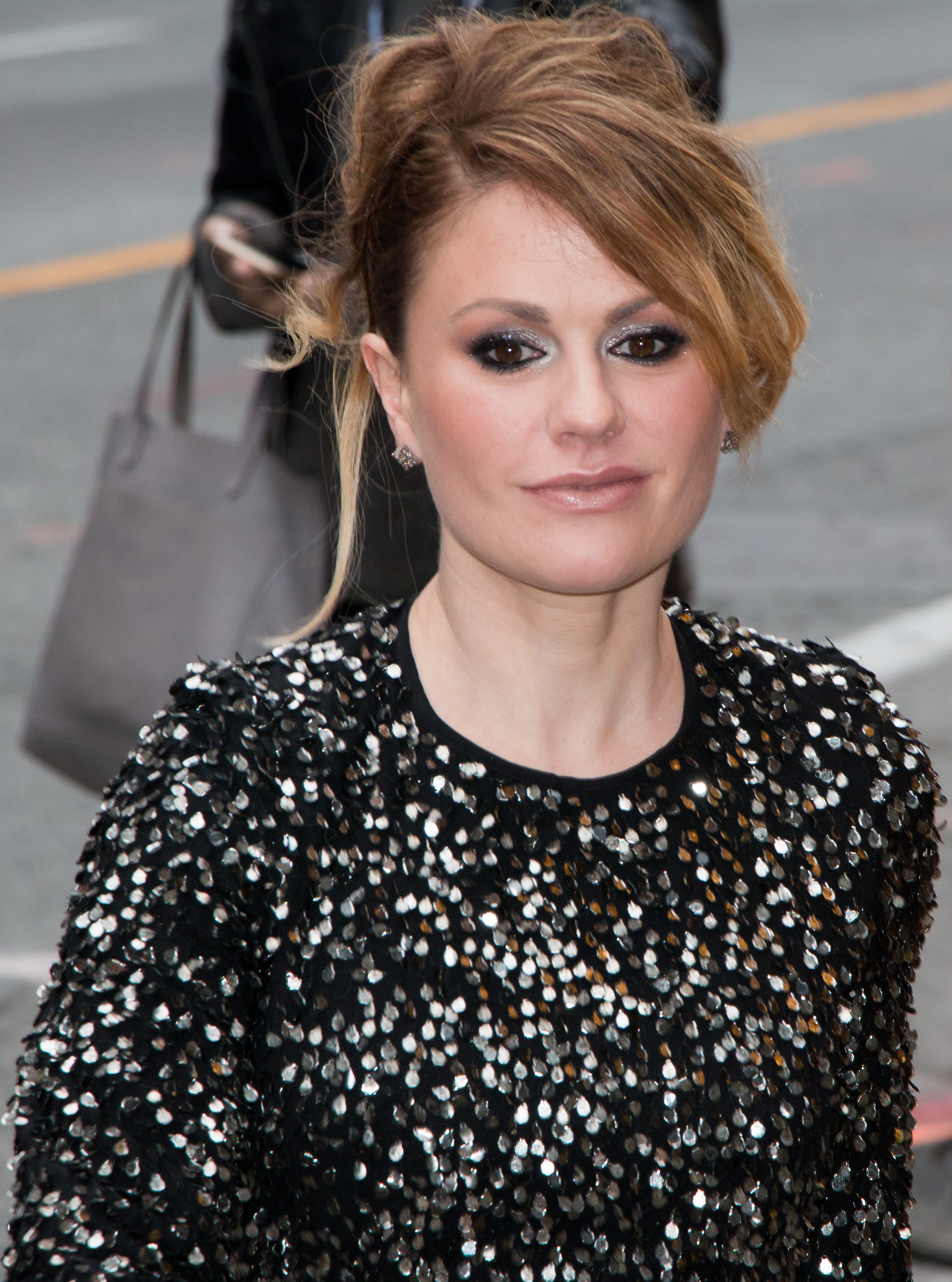
Anna Paquin (* 1982)

- Paquin, Jeanne (1869–1936), französische Modeschöpferin
- Paquin, Marie-Thérèse (1905–1997), kanadische Pianistin, Musikpädagogin und Übersetzerin
- Paquin, Pierre (* 1979), französischer Skirennläufer
- Paquin, Ulysse (1885–1972), kanadischer Opernsänger (Bass)
- Paquinet, André (1926–2014), französischer Jazzmusiker
- Paquinet, Guy (1903–1981), französischer Jazzmusiker
- Paquita la del Barrio (1947–2025), mexikanische Sängerin